# Tonbridge and Malling (circonscription du Parlement britannique)
Pour les articles homonymes, voir Tonbridge and Malling.
Circonscription parlementaire de la Chambre des communes
La circonscription de Tonbridge and Malling est une circonscription parlementaire britannique. Situé dans le Kent, elle inclut la totalité du district de Tonbridge and Malling, autour des villes de Tonbridge et Malling, ainsi qu'une partie du district de Sevenoaks.
Cette circonscription a été créée en 1974, à partir de l'ancienne circonscription de Tonbridge et d'une partie de l'actuelle circonscription de Sevenoaks. Depuis 2015, elle est représentée à la Chambre des communes du Parlement britannique par Tom Tugendhat, du Parti conservateur.

## Historique
Depuis sa création jusqu'en 2015, elle a été représentée à la Chambre des communes du Parlement britannique par Sir John Stanley, du Parti conservateur.

## Members of Parliament
| Élection | Élection | Membre           | Membre | Parti        |
| -------- | -------- | ---------------- | ------ | ------------ |
|          | Fev 1974 | Sir John Stanley |        | Conservateur |
|          | 2015     | Tom Tugendhat    |        | Conservateur |

## Élections

### Élections dans les années 2010
| Parti         | Parti                | Candidat             | Voix   | %    | ±             |
| ------------- | -------------------- | -------------------- | ------ | ---- | ------------- |
|               | Conservateur         | Tom Tugendhat        | 35,784 | 62,8 | 0.8           |
|               | Libéral Démocrate    | Richard Morris       | 8,843  | 15,5 | 8.8           |
|               | Travailliste         | Dylan Jones          | 8,286  | 14,5 | 7.8           |
|               | Green                | April Clark          | 4,090  | 7,2  | 3.1           |
| Majorité      | Majorité             | Majorité             | 26,941 | 47,3 | 6.0           |
| Participation | Participation        | Participation        | 57,003 | 73,7 | en stagnation |
|               | Conservateur retenir | Conservateur retenir | Swing  |      |               |

| Parti         | Parti                | Candidat             | Voix   | %    | ±    |
| ------------- | -------------------- | -------------------- | ------ | ---- | ---- |
|               | Conservateur         | Tom Tugendhat        | 36,218 | 63,6 | 4.2  |
|               | Travailliste         | Dylan Jones          | 12,710 | 22,3 | 8.1  |
|               | Libéral Démocrate    | Keith Miller         | 3,787  | 6,7  | 0.1  |
|               | Green                | April Clark          | 2,335  | 4,1  | 0.3  |
|               | UKIP                 | Collin Bullen        | 1,857  | 3,3  | 11.9 |
| Majorité      | Majorité             | Majorité             | 23,508 | 41,3 | 2.9  |
| Participation | Participation        | Participation        | 56,907 | 73,7 | 0.1  |
|               | Conservateur retenir | Conservateur retenir | Swing  | 2.0  |      |

| Parti         | Parti                | Candidat             | Voix   | %    | ±    |
| ------------- | -------------------- | -------------------- | ------ | ---- | ---- |
|               | Conservateur         | Tom Tugendhat        | 31,887 | 59,4 | 1.5  |
|               | UKIP                 | Robert Izzard        | 8,153  | 15,2 | 11.5 |
|               | Travailliste         | Claire Leigh         | 7,604  | 14,2 | 1.6  |
|               | Libéral Démocrate    | Mary Varrall         | 3,660  | 6,8  | 15.7 |
|               | Green                | Howard Porter        | 2,366  | 4,4  | 2.9  |
| Majorité      | Majorité             | Majorité             | 23,734 | 44,2 | 8.8  |
| Participation | Participation        | Participation        | 53,670 | 73,8 | 2.3  |
|               | Conservateur retenir | Conservateur retenir | Swing  | 5.0  |      |

| Parti         | Parti                | Candidat             | Voix   | %    | ±    |
| ------------- | -------------------- | -------------------- | ------ | ---- | ---- |
|               | Conservateur         | John Stanley         | 29,723 | 57,9 | 5.1  |
|               | Libéral Démocrate    | Elizabeth Simpson    | 11,545 | 22,5 | 3.0  |
|               | Travailliste         | Daniel Griffiths     | 6,476  | 12,6 | 11.2 |
|               | UKIP                 | David Waller         | 1,911  | 3,7  | 0.2  |
|               | Green                | Steve Dawe           | 764    | 1,5  | N/A  |
|               | National Front       | Michael Easter       | 505    | 1,0  | N/A  |
|               | Démocrates anglais   | Lisa Rogers          | 390    | 0,8  | N/A  |
| Majorité      | Majorité             | Majorité             | 18,178 | 35,4 | 6.4  |
| Participation | Participation        | Participation        | 51,314 | 71,5 | 3.1  |
|               | Conservateur retenir | Conservateur retenir | Swing  | 1.1  |      |

### Élections dans les années 2000
| Parti         | Parti                | Candidat             | Voix   | %    | ±    |
| ------------- | -------------------- | -------------------- | ------ | ---- | ---- |
|               | Conservateur         | John Stanley         | 24,357 | 52,9 | +3.5 |
|               | Travailliste         | Victoria Hayman      | 11,005 | 23,9 | −6.0 |
|               | Libéral Démocrate    | John Barstow         | 8,980  | 19,5 | +1.6 |
|               | UKIP                 | Dave Waller          | 1,721  | 3,7  | +0.9 |
| Majorité      | Majorité             | Majorité             | 13,352 | 29,0 | +9.5 |
| Participation | Participation        | Participation        | 46,063 | 67,3 | +3.0 |
|               | Conservateur retenir | Conservateur retenir | Swing  | 4.8  |      |

| Parti         | Parti                | Candidat             | Voix   | %    | ±     |
| ------------- | -------------------- | -------------------- | ------ | ---- | ----- |
|               | Conservateur         | John Stanley         | 20,956 | 49,4 | +1.4  |
|               | Travailliste         | Victoria Hayman      | 12,706 | 29,9 | +2.7  |
|               | Libéral Démocrate    | Jean Canet           | 7,605  | 17,9 | −1.3  |
|               | UKIP                 | Lynne Croucher       | 1,169  | 2,8  | +1.7  |
| Majorité      | Majorité             | Majorité             | 8,250  | 19,5 | -1.3  |
| Participation | Participation        | Participation        | 42,436 | 64,3 | −11.4 |
|               | Conservateur retenir | Conservateur retenir | Swing  | 0.7  |       |

### Élections dans les années 1990
| Parti         | Parti                | Candidat             | Voix   | %    | ±     |
| ------------- | -------------------- | -------------------- | ------ | ---- | ----- |
|               | Conservateur         | John Stanley         | 23,640 | 48,0 | −9.2  |
|               | Travailliste         | Barbara Withstandley | 13,410 | 27,2 | +9.1  |
|               | Libéral Démocrate    | Keith Brown          | 9,467  | 19,2 | −4.3  |
|               | Référendum           | John Scrivenor       | 2,005  | 4,1  | N/A   |
|               | UKIP                 | B. Bullen            | 502    | 1,0  | N/A   |
|               | Natural Law          | Gerard Valente       | 205    | 0,4  | +0.1  |
| Majorité      | Majorité             | Majorité             | 10,230 | 20,8 | -12.9 |
| Participation | Participation        | Participation        | 49,229 | 75,8 | -6.9  |
|               | Conservateur retenir | Conservateur retenir | Swing  | 9.2  |       |

| Parti         | Parti                | Candidat             | Voix   | %    | ±    |
| ------------- | -------------------- | -------------------- | ------ | ---- | ---- |
|               | Conservateur         | John Stanley         | 36,542 | 57,2 | +0.3 |
|               | Libéral Démocrate    | Paul D. Roberts      | 14,984 | 23,5 | −6.0 |
|               | Travailliste         | Margaret A. O'Neill  | 11,533 | 18,1 | +5.0 |
|               | Green                | Jim Tidy             | 612    | 1,0  | N/A  |
|               | Natural Law          | Janet I.R. Horvath   | 221    | 0,3  | N/A  |
| Majorité      | Majorité             | Majorité             | 21,558 | 33,7 | +6.2 |
| Participation | Participation        | Participation        | 63,892 | 82,7 | +4.9 |
|               | Conservateur retenir | Conservateur retenir | Swing  | 3.1  |      |

### Élections dans les années 1980
| Parti         | Parti                | Candidat             | Voix   | %    | ±    |
| ------------- | -------------------- | -------------------- | ------ | ---- | ---- |
|               | Conservateur         | John Stanley         | 33,990 | 56,9 | +0.8 |
|               | Social Démocratique  | Michael Ward         | 17,561 | 29,4 | −1.8 |
|               | Travailliste         | Derek Still          | 7,803  | 13,1 | +0.4 |
|               | BNP                  | Michael Easter       | 369    | 0,6  | N/A  |
| Majorité      | Majorité             | Majorité             | 16,429 | 27,5 | +2.6 |
| Participation | Participation        | Participation        | 59,725 | 77,8 | +3.1 |
|               | Conservateur retenir | Conservateur retenir | Swing  | 1.3  |      |

| Parti         | Parti                | Candidat             | Voix   | %    | ±     |
| ------------- | -------------------- | -------------------- | ------ | ---- | ----- |
|               | Conservateur         | John Stanley         | 30,417 | 56,1 | +1.6  |
|               | Social Démocratique  | R. Freeman           | 16,897 | 31,2 | +11.1 |
|               | Travailliste         | D.J. Bishop          | 6,896  | 12,7 | −11.8 |
| Majorité      | Majorité             | Majorité             | 13,520 | 24,9 | -5.1  |
| Participation | Participation        | Participation        | 54,210 | 74,7 | −4.8  |
|               | Conservateur retenir | Conservateur retenir | Swing  | 4.8  |       |

### Élections dans les années 1970
| Parti         | Parti                | Candidat             | Voix   | %    | ±     |
| ------------- | -------------------- | -------------------- | ------ | ---- | ----- |
|               | Conservateur         | John Stanley         | 29,534 | 54,5 | +7.7  |
|               | Travailliste         | R. Ackerley          | 13,282 | 24,5 | −4.9  |
|               | Liberal              | G. Knopp             | 10,904 | 20,1 | −3.7  |
|               | BNF                  | G. Burnett           | 429    | 0,8  | N/A   |
| Majorité      | Majorité             | Majorité             | 16,252 | 30,0 | +12.6 |
| Participation | Participation        | Participation        | 54,149 | 79,5 | +4.0  |
|               | Conservateur retenir | Conservateur retenir | Swing  | 6.3  |       |

| Parti         | Parti                | Candidat             | Voix   | %    | ±    |
| ------------- | -------------------- | -------------------- | ------ | ---- | ---- |
|               | Conservateur         | John Stanley         | 23,188 | 46,8 | +1.0 |
|               | Travailliste         | P. Knight            | 14,579 | 29,4 | +2.3 |
|               | Liberal              | M. Vann              | 11,767 | 23,8 | −3.1 |
| Majorité      | Majorité             | Majorité             | 8,609  | 17,4 | -1.3 |
| Participation | Participation        | Participation        | 49,534 | 75,5 | −7.9 |
|               | Conservateur retenir | Conservateur retenir | Swing  | 0.7  |      |

| Parti         | Parti                                  | Candidat      | Voix   | %    | ±   |
| ------------- | -------------------------------------- | ------------- | ------ | ---- | --- |
|               | Conservateur                           | John Stanley  | 24,809 | 45,8 | N/A |
|               | Liberal                                | M Vann        | 14,701 | 27,1 | N/A |
|               | Travailliste                           | Jack Straw    | 14,683 | 27,1 | N/A |
| Majorité      | Majorité                               | Majorité      | 10,108 | 18,7 | N/A |
| Participation | Participation                          | Participation | 54,193 | 83,4 | N/A |
|               | Conservateur vainqueur (nouveau siège) |               |        |      |     |